# Boceto al óleo

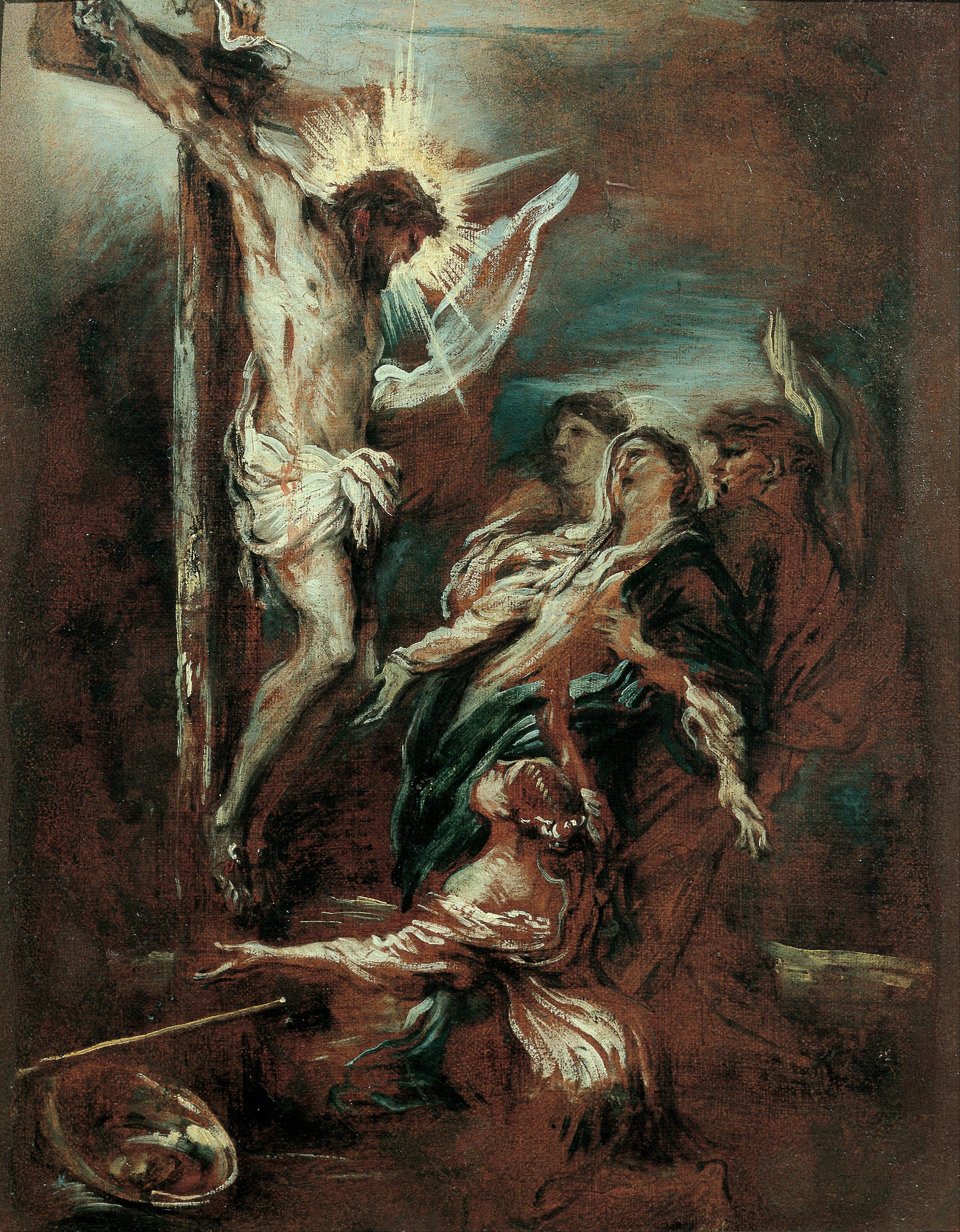
Crucifixión, uno de los numerosos bocetos al óleo con técnica mixta de Grechetto.

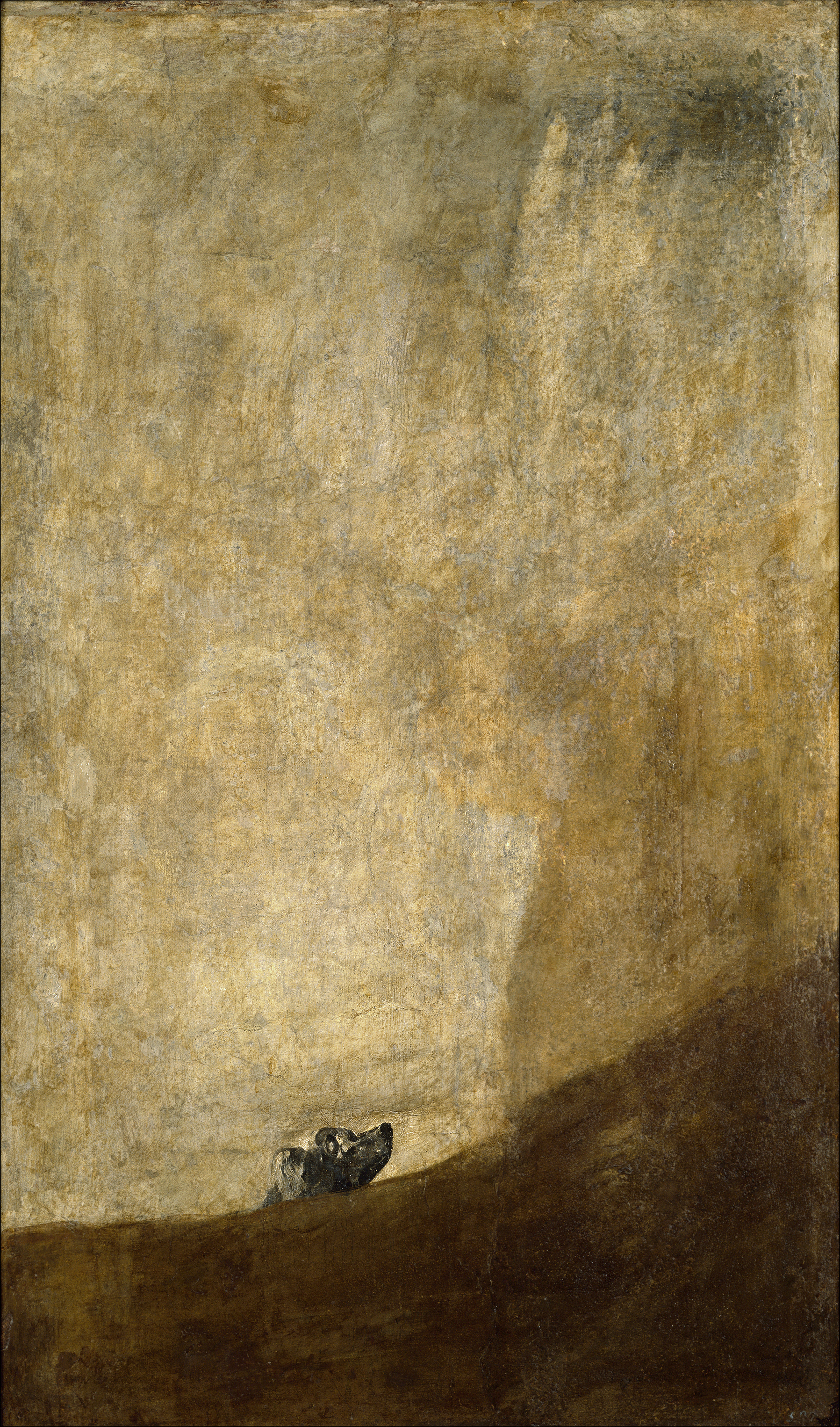
Perro semihundido, óleo mural pasado a tela, una de las pinturas negras de Goya. Realizado para su propia vivienda y respondiendo únicamente a sus propios criterios estéticos, es un caso extremo del aspecto "inacabado" que buscaba el autor.

Boceto al óleo, apunte al óleo o estudio al óleo son denominaciones de las obras pictóricas que, a pesar de estar realizadas con la técnica de la pintura al óleo, están concebidas como bocetos, apuntes, bosquejos, croquis o estudios. Son, por tanto, una obra no terminada, que puede o no ser el modelo (estudio preparatorio o modello -plural modelli-) o cartón de una obra definitiva, más ambiciosa o de mayor formato. Inicialmente estos modelli se realizaban para recibir la aprobación definitiva del comitente, del mismo modo que un arquitecto o escultor presentaba una maqueta; o como diseños para otros artistas gráficos, como los grabadores (old master print -"grabado de maestro antiguo"-) y frabricantes de tapices (cartón para tapiz). A medida que la actividad de los pintores se transformó (pintura de la Edad Moderna, pintura de la Edad Contemporánea), los apuntes al óleo pasaron a ser obras independientes, no concebidas como modelos de otra, sino para responder más al gusto y sensibilidad de los pintores que al de sus clientes, y permitirles expresarse con mayor libertad, al no estar destinados al mercado de arte.

## Técnica
Es paradójico que la técnica del óleo tenga la consideración de ser la que más tiempo concede al pintor, pues permite constantes retoques. La técnica habitual para los apuntes o bocetos es el dibujo, y una técnica muy utilizada para la pintura rápida es la acuarela; pero un apunte al óleo, incluso aunque se haga con una paleta limitada en su rango de colores, es mucho más significativo que un dibujo (tanto monocromo como policromo) e incluso que una acuarela, por su capacidad muy superior de obtener mezclas cromáticas y texturas, y sugiere mejor cómo puede resultar la obra proyectada. También indica mejor el flujo y energía de una composición. Incluso para un pintor con buena técnica es difícil realizar directamente un apunte al óleo, siendo muestra de una técnica excepcional la "facilidad" (sólo aparente) con que algunos grandes maestros los han resuelto, protagonizando anécdotas famosas de la forma en que se enfrentaban al lienzo con los colores, con tanta rapidez y eficacia como podrían trazar las líneas de un dibujo sobre un papel (Tiziano, Rubens, Velázquez, Luca Giordano -motejado Luca fa presto-, Tiepolo). En su rapidez de ejecución, el apunte al óleo puede servir no sólo para expresar movimiento y efectos de luz y color, sino  que su naturaleza gestual puede incluso representar un paralelo mimético de la acción o personalidad del sujeto o tema representado, al que puede acomodarse mejor que una obra "terminada" con criterios preciosistas (es famosa la anécdota protagonizada por Goya al pedirle a Vicente López que dejara de retocar su retrato).

## Historia
Entre los primeros artistas de los que se conoce que produjeron apuntes, estudios o bocetos al óleo (pues han sobrevivido un cierto número de ellos para la misma composición) está Polidoro da Caravaggio, un discípulo de Rafael que no había pasado por el aprendizaje tradicional de la escuela florentina, centrada en el dibujo. Sus bocetos al óleo sobre tabla están aparentemente relacionados con obras que más tarde realizó con mayor formato. También en el siglo XVI Federico Barocci se caracterizó por el uso del óleo en bocetos.

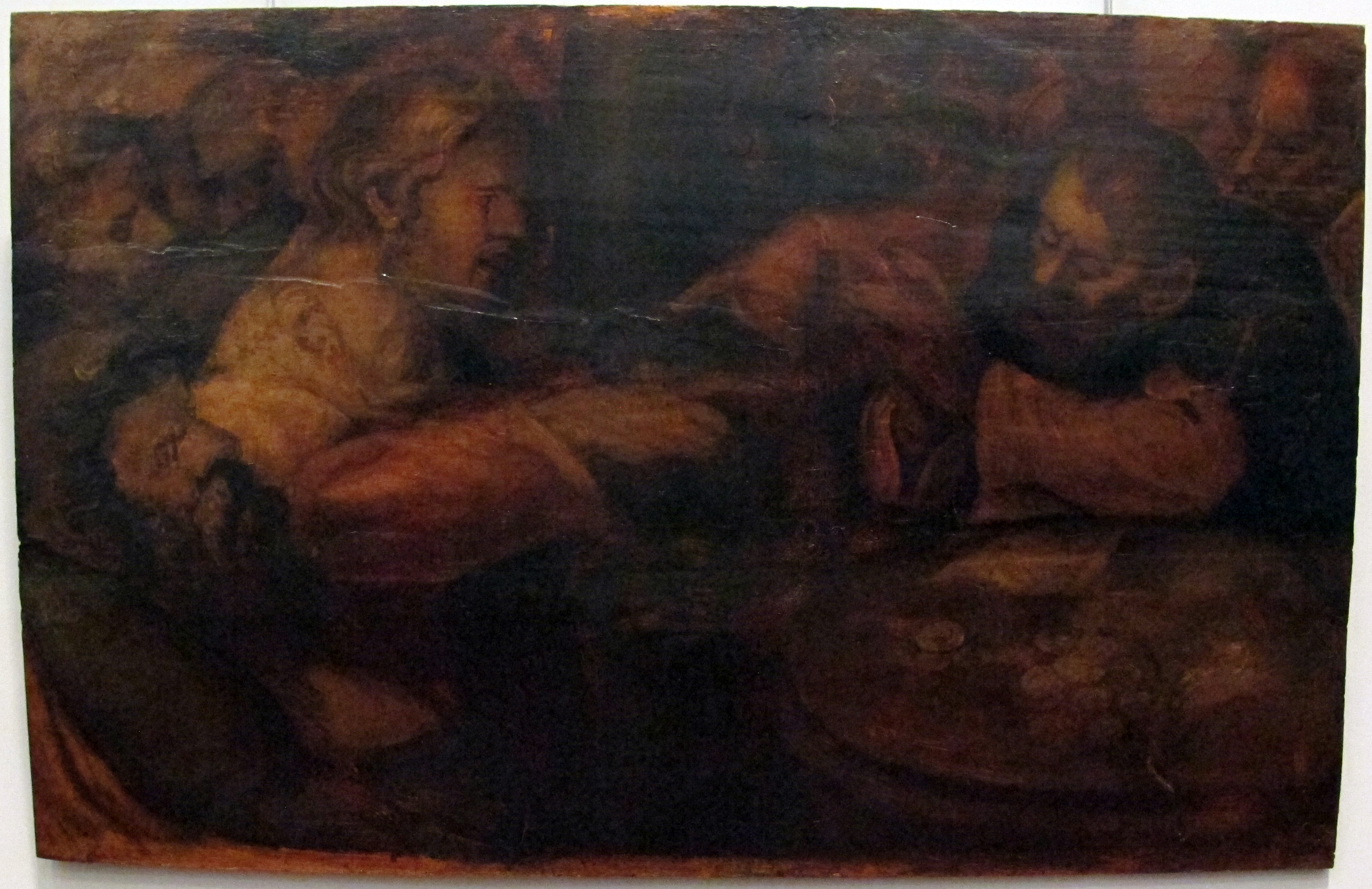
Boceto al óleo de La vocación de San Mateo, de Polidoro da Caravaggio.
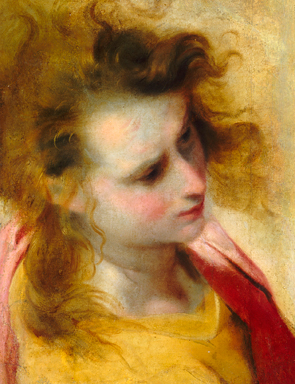
Estudio de cabeza para San Juan Evangelista, de Federico Barocci.
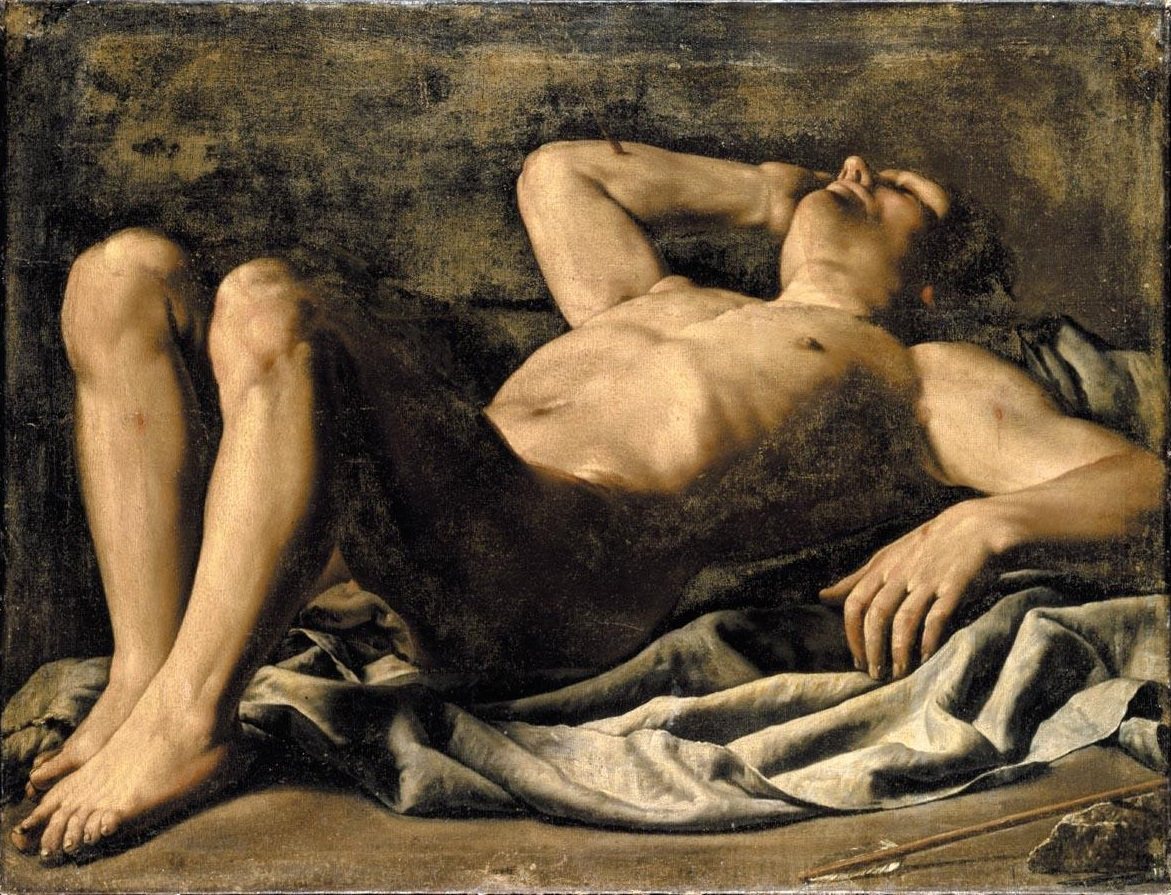
Estudio para un San Sebastián, atribuido inicialmente a Caravaggio y actualmente a Marcantonio Bassetti.

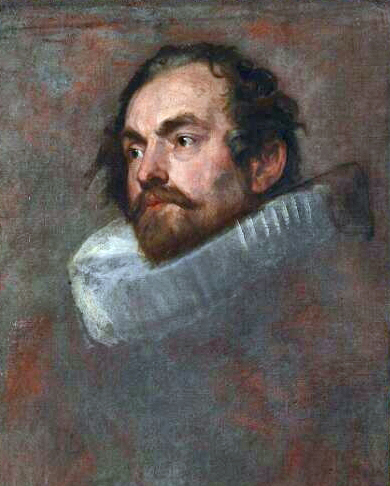
Magistrado de Bruselas, de Van Dyck.

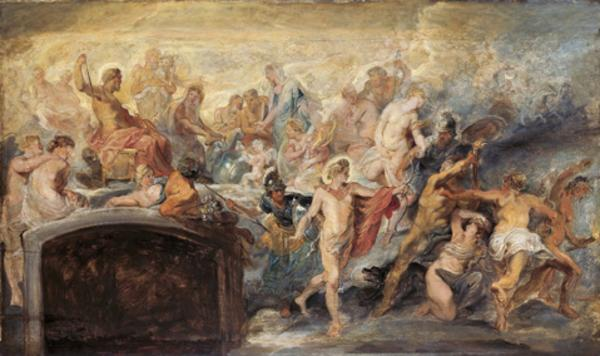
Consejo de los dioses, boceto para el ciclo de María de Médicis, de Rubens, 1622.

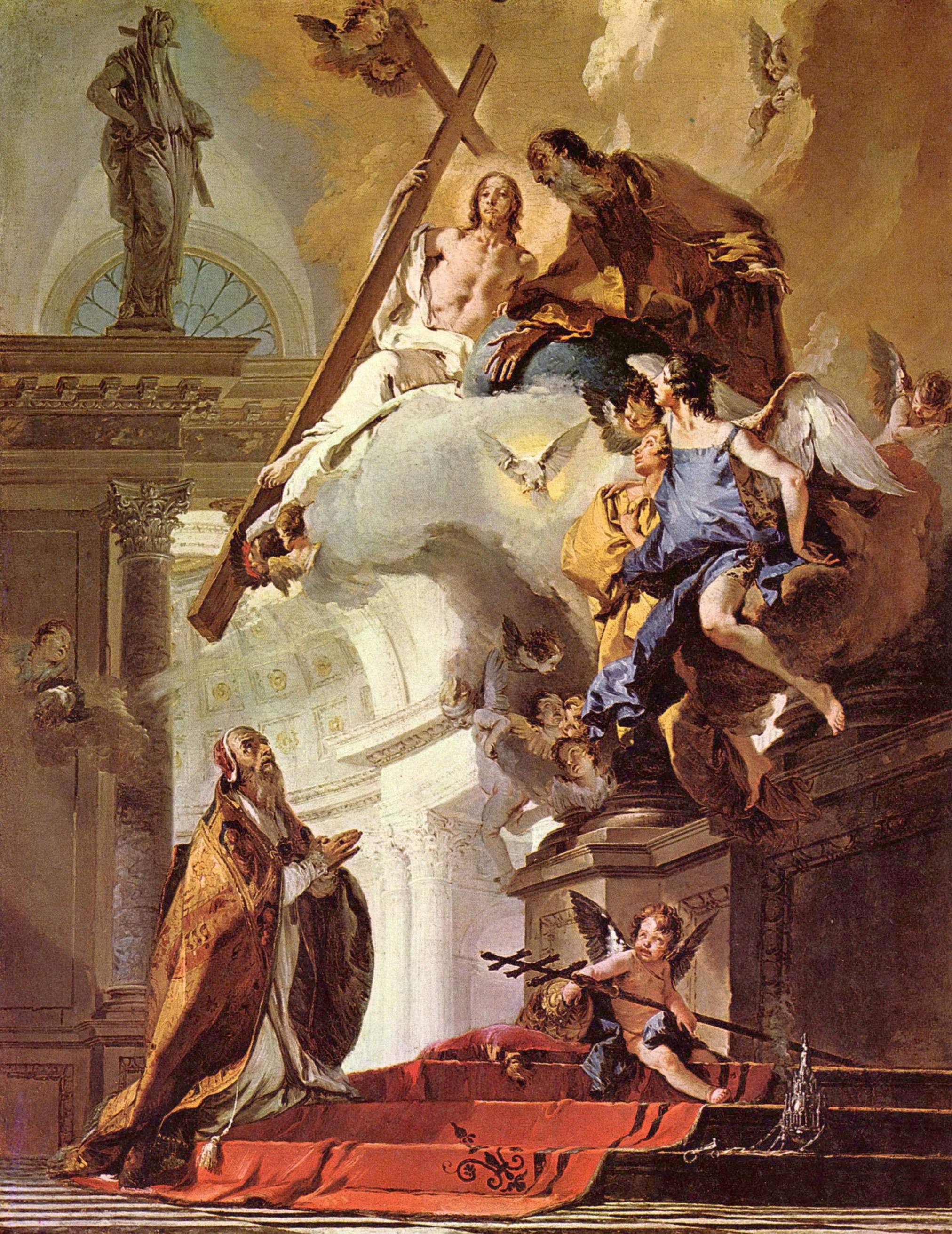
Estudio al óleo de Tiepolo, de pequeñas dimensiones (69 × 55 cm), realizado como modello para una pieza de altar de cinco metros de alto.

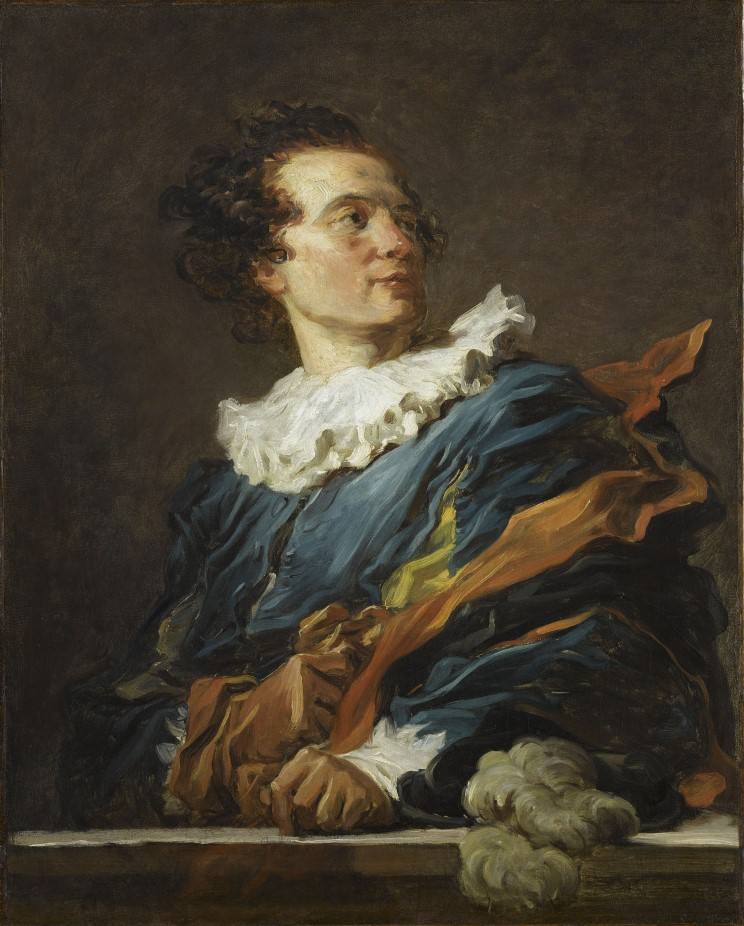
Una de las figuras de fantasía de Fragonard.

### Barroco
A comienzos del siglo XVII el apunte al óleo pasó a ser de uso generalizado, con una clara correspondencia a las características de la pintura barroca. Rubens hizo gran uso de él como estudios de trabajo y modelli para presentar a sus clientes, discípulos, grabadores y fabricantes de tapices. El grado de "acabamiento" de estos apuntes o estudios varía en relación con el objetivo al que estaban destinados. La práctica de trabajo de Rubens influyó en su extensa escuela, a la que pertenece Anton van Dyck, quien no solía usar bocetos al óleo para sus retratos (a excepción del Magistrado de Bruselas), pero sí lo hizo para su serie de grabados Iconographie, una serie de tapices y algunas pinturas religiosas.

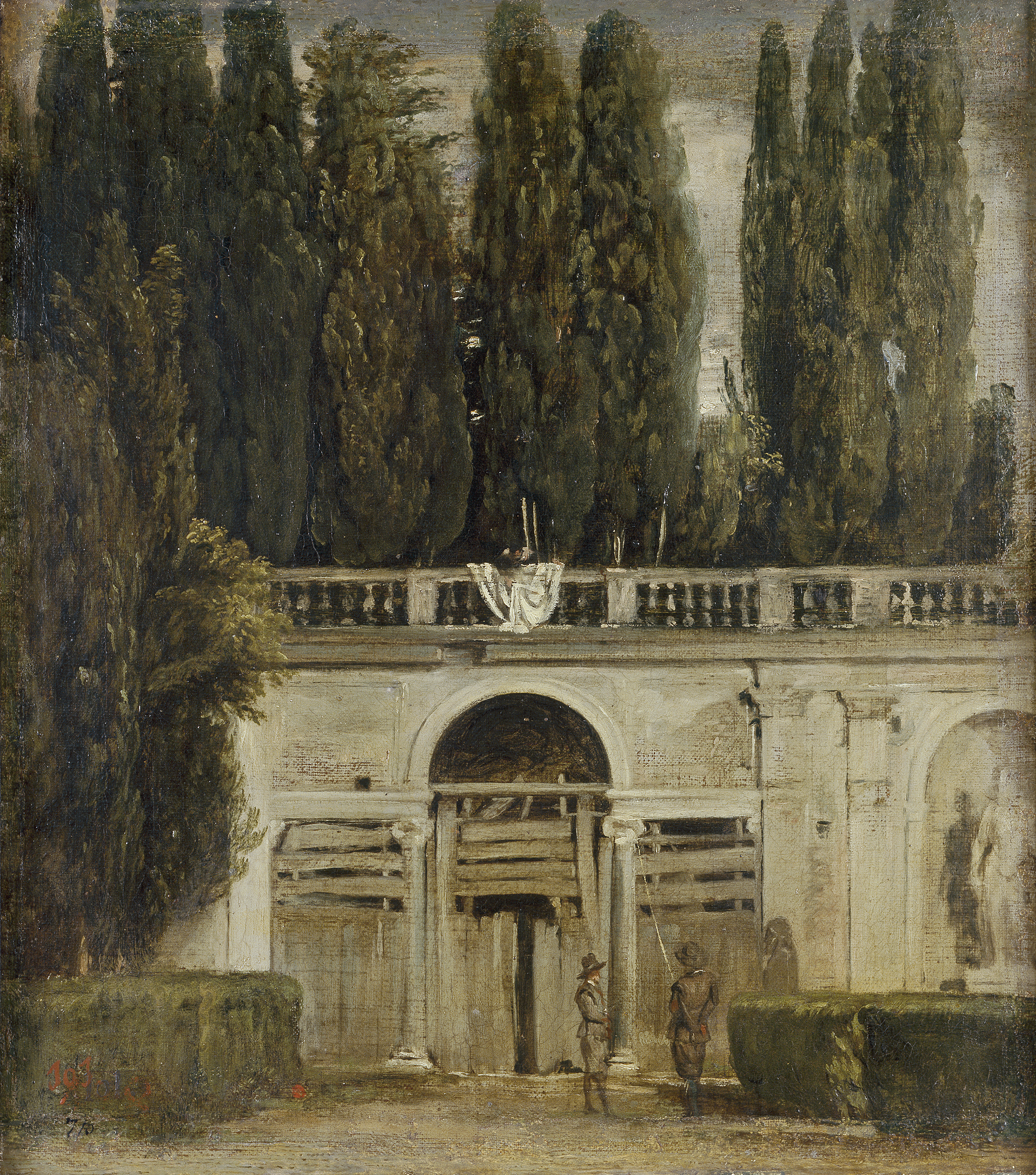
Vista del jardín de la Villa Médicis, en Roma, de Velázquez.
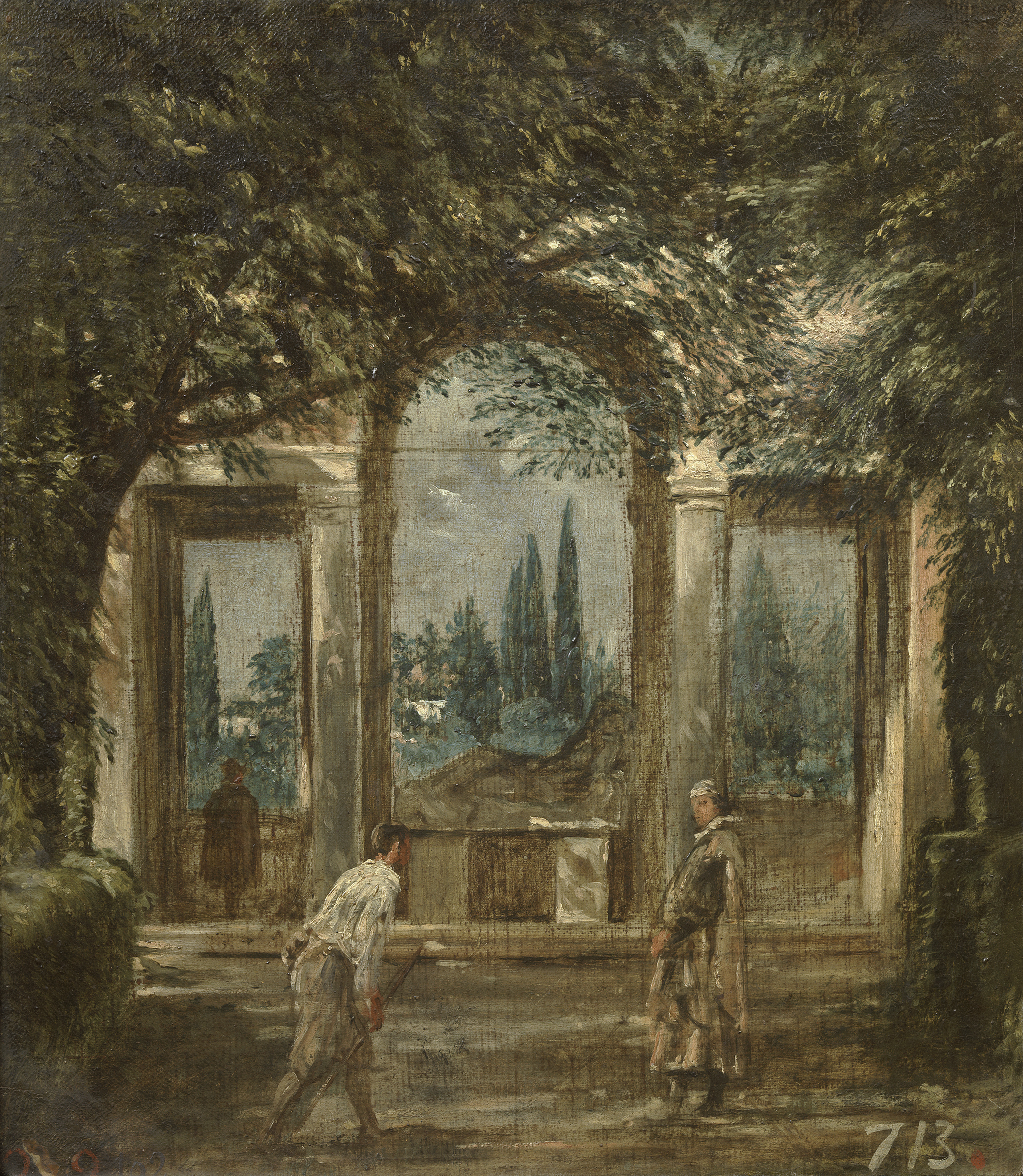
El Pabellón de Cleopatra-Ariadna, del mismo.

Quizá el primero en producir apuntes al óleo como obras independientes fue el genovés Giovanni Benedetto Castiglione (Grechetto), un sorprendentemente fecundo generador de composiciones sobre un rango relativamente corto de materias; que entró en contacto con Rubens y Van Dyck durante su estancia en Génova. Produjo un gran número de pequeñas obras, la mayor parte sobre papel, con técnicas mixtas que recogen casi todas las permutaciones posibles: dibujos o gouaches terminados al óleo, óleos con detalles a tinta, etc. Restringía el acabamiento con detalle a unos pocos puntos clave, dejando esbozada la mayor parte de la composición con pinceladas impresionistas. En su época ya se había desarrollado un buen mercado para coleccionistas de estudios al óleo y de dibujos, que apreciaban su energía y libertad. Los estudios de Castiglione hasta cierto punto comprometen esta apreciación, parecen más "inacabados" de lo que en realidad están; un concepto de gran desarrollo posterior. 
En el siglo XVIII, el veneciano Giovanni Battista Tiepolo fue un sistemático productor de pequeños bocetos al óleo en lienzo para modelli, con un alto grado de acabado y una impresionante técnica, capaz de reducir el formato de un gran retablo de varios metros a unos pocos centímetros. En la misma época Jean-Honoré Fragonard produjo una serie retratos de sujetos imaginarios de medio cuerpo (Figures de fantaisie) con gran virtuosismo, siendo fama que había acabado cada uno de ellos en una hora.

John Constable, 1827, 22 × 31 cm

### Intentos de definición: "esquisse" o "sketch", "estudio" y "esbozo"
En el siglo XIX se solía utilizar la expresión oil studies ("estudios al óleo") tanto para trabajos preparatorios como para obras terminadas. La popularidad de lo que prácticamente se había convertido en un género pictórico engendró la necesidad de formular distinciones, lo que no resolvió la polisemia y equivocidad entre todas ellas: el esquisse o oil sketch tendía a ser imaginativo y fruto de la inspiración, a veces originado por la literatura y el arte; the etude ("estudio" en francés) tendía a representar una observación de la naturaleza, pintada del natural (apunte del natural, plen air). En la pintura académica se utilizaba la forma croquis, un pequeño y gestual estudio de composición, y el ébauche ("esbozo, en francés), un estadio dinámico, no definitivo, en el proceso de trabajo del pintor, entendido como un paso conducente a una mayor elaboración (el lienzo a gran escala).

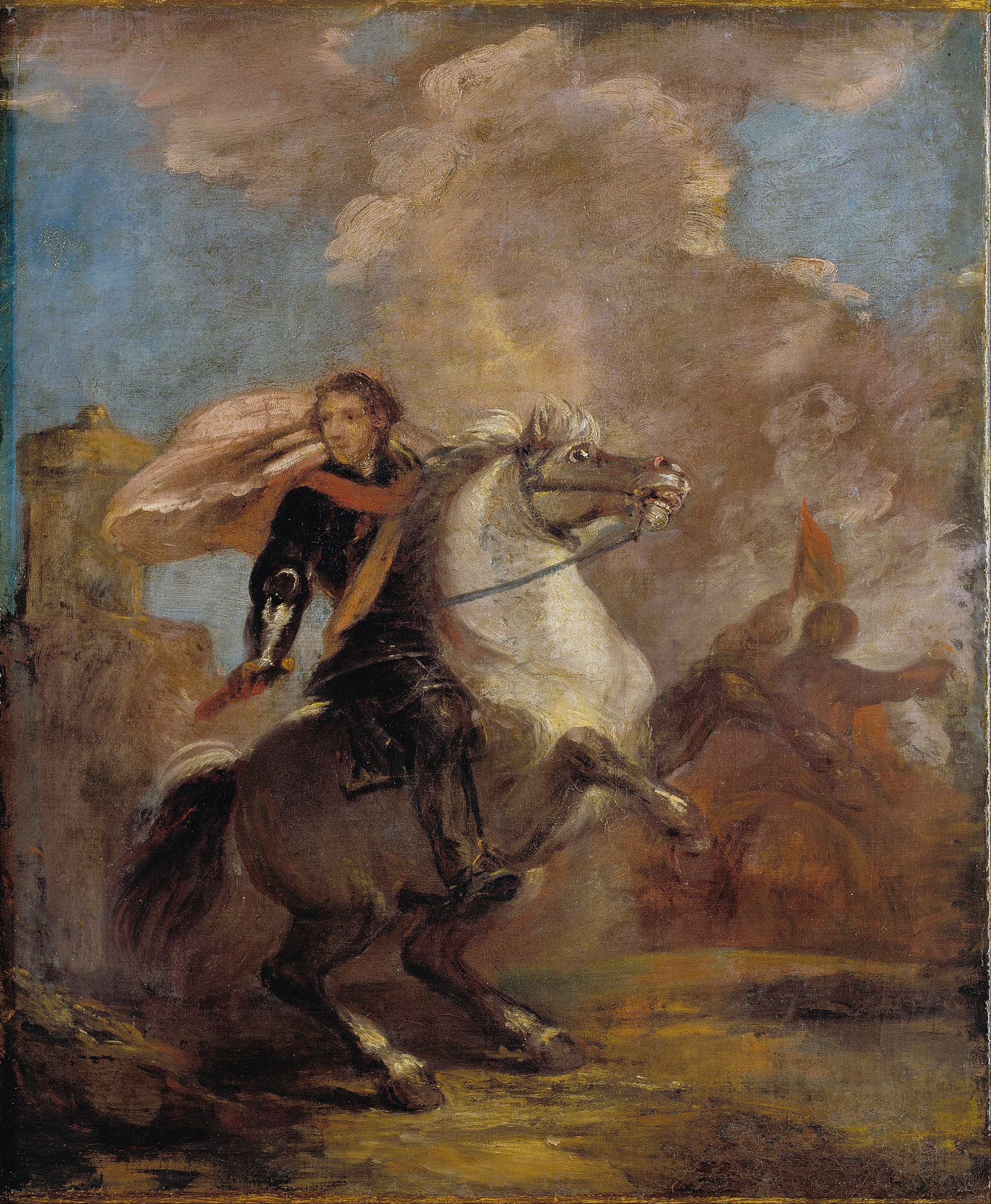
Oficial a caballo, boceto de Reynolds.
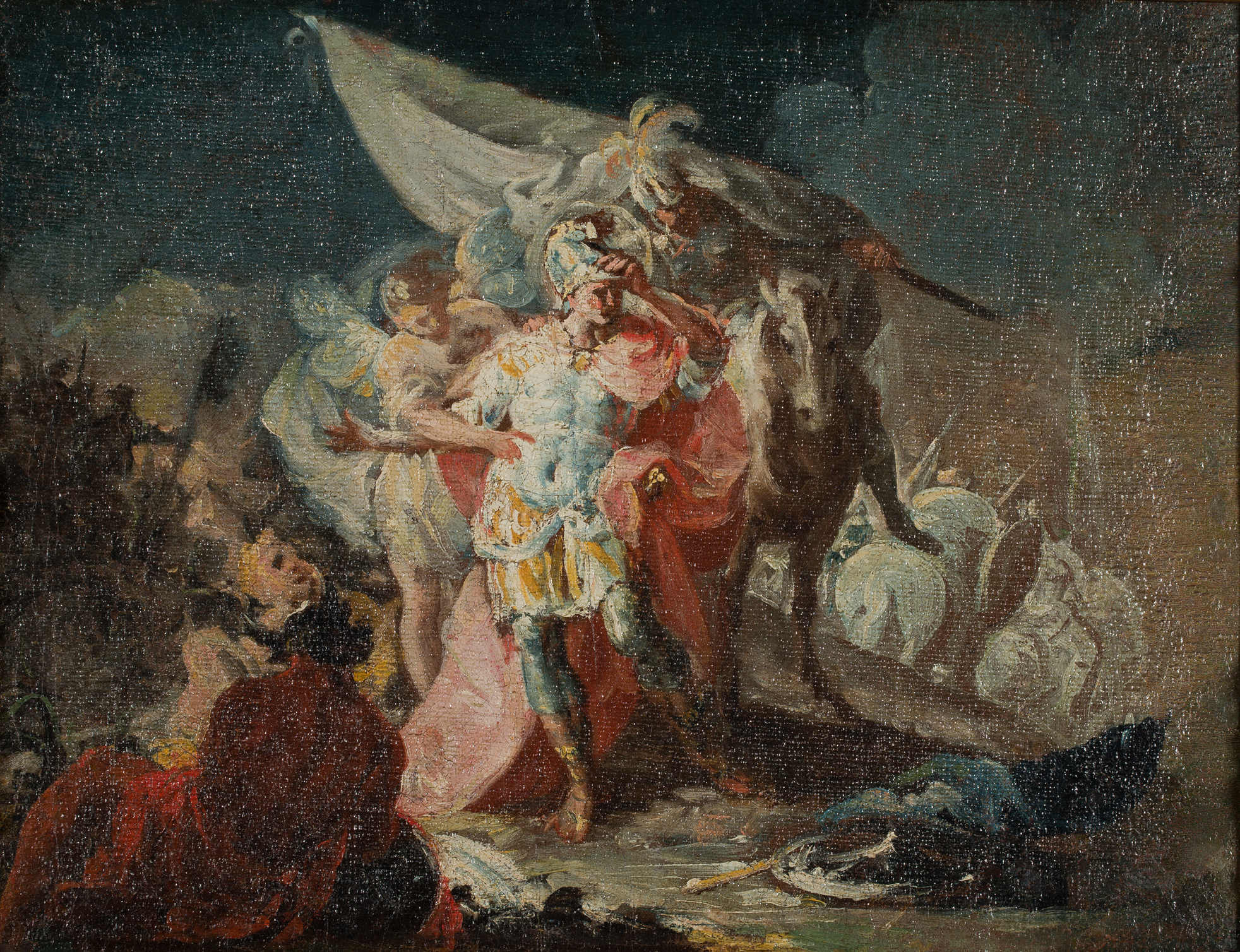
Boceto de Goya para Aníbal vencedor contempla por primera vez Italia desde los Alpes.
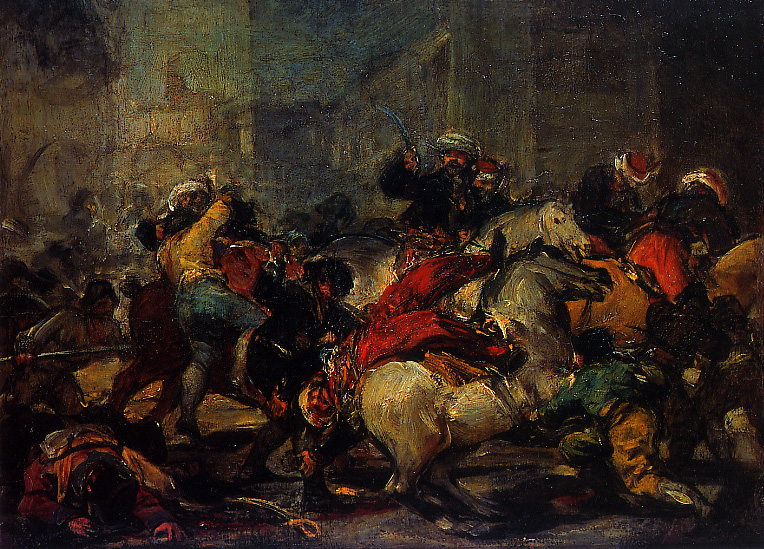
Boceto de Goya para La carga de los mamelucos.

### Pintura contemporánea

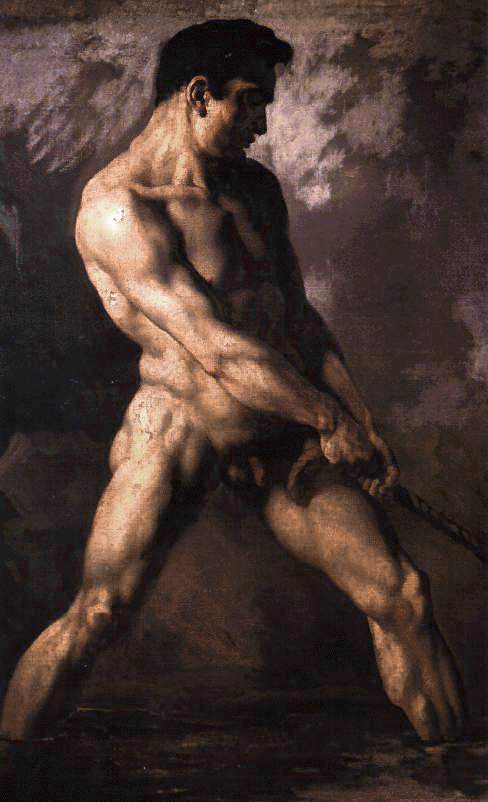
Apunte al óleo de un desnudo masculino, de Géricault.

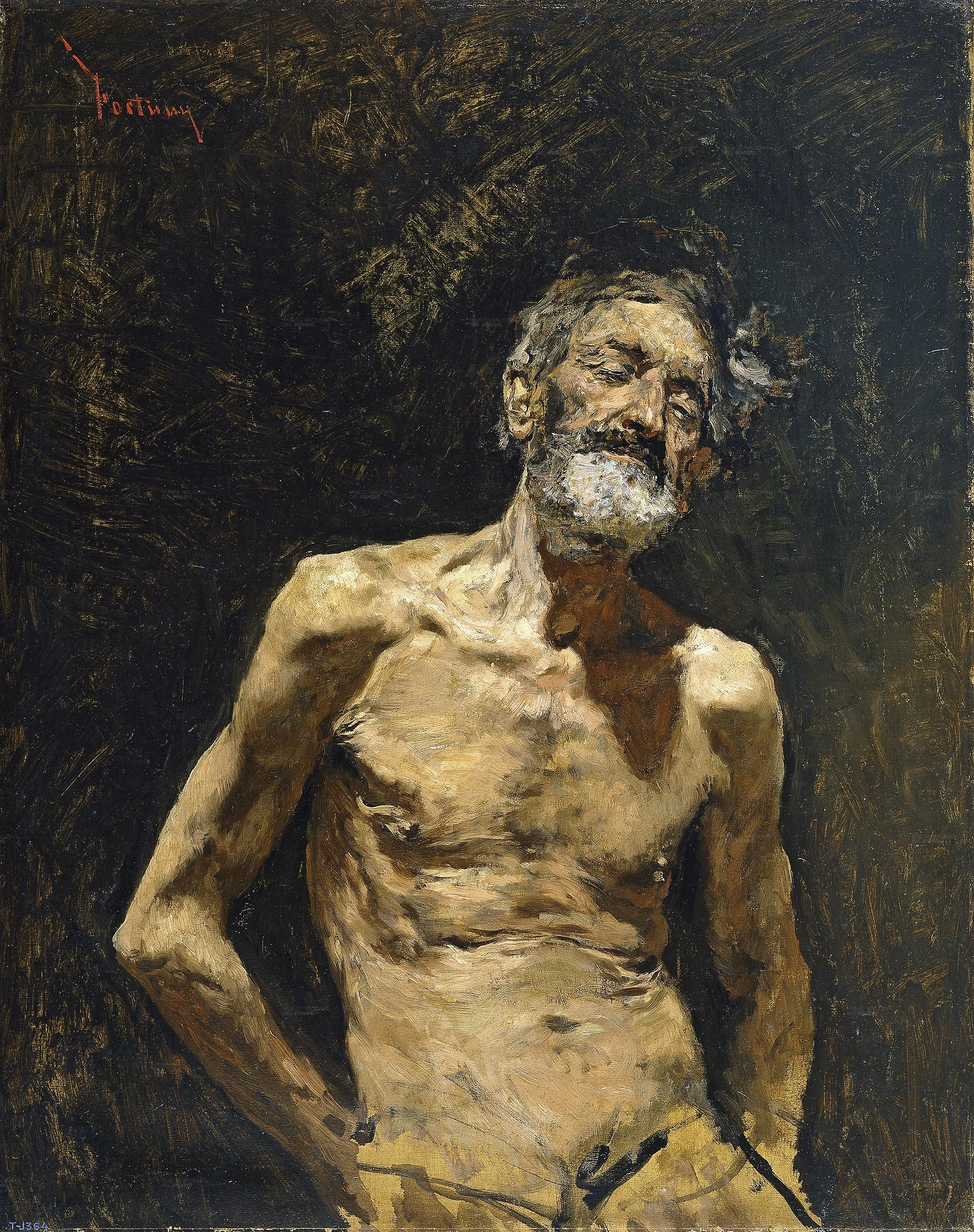
Viejo desnudo al sol; "como es habitual en las pinturas de Mariano Fortuny, muestra diferentes grados de acabado en su superficie. La parte inferior, está tan solo esbozada mientras que la cabeza del modelo, en la parte superior, muestra un trabajo más profundo".

John Constable hizo un uso extenso de apuntes al óleo para sus paisajes, ambos de escala íntima, usualmente en un cuaderno de apuntes (sketchbook), y otros de mayor formato para sus cuadros denominados six-footers ("de seis pies"), que usaba para refinar sus composiciones.

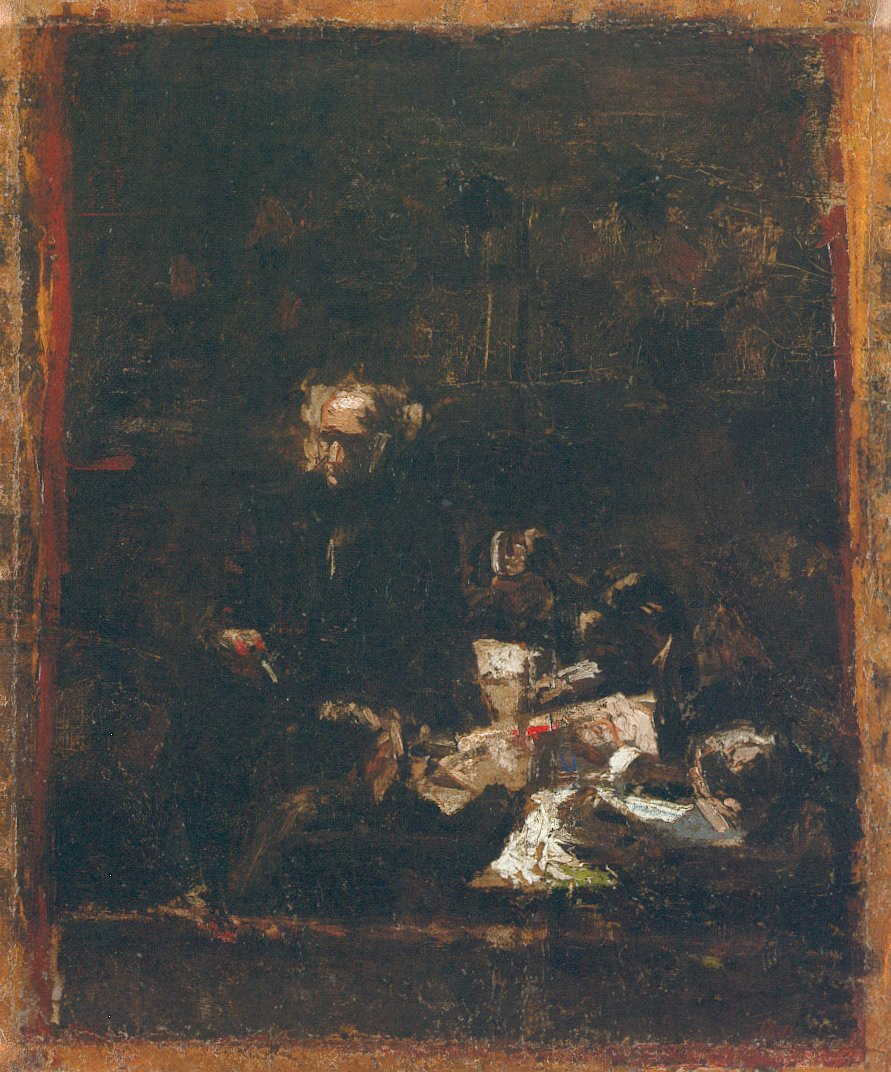
Thomas Eakins, apunte al óleo para La clínica Gross.

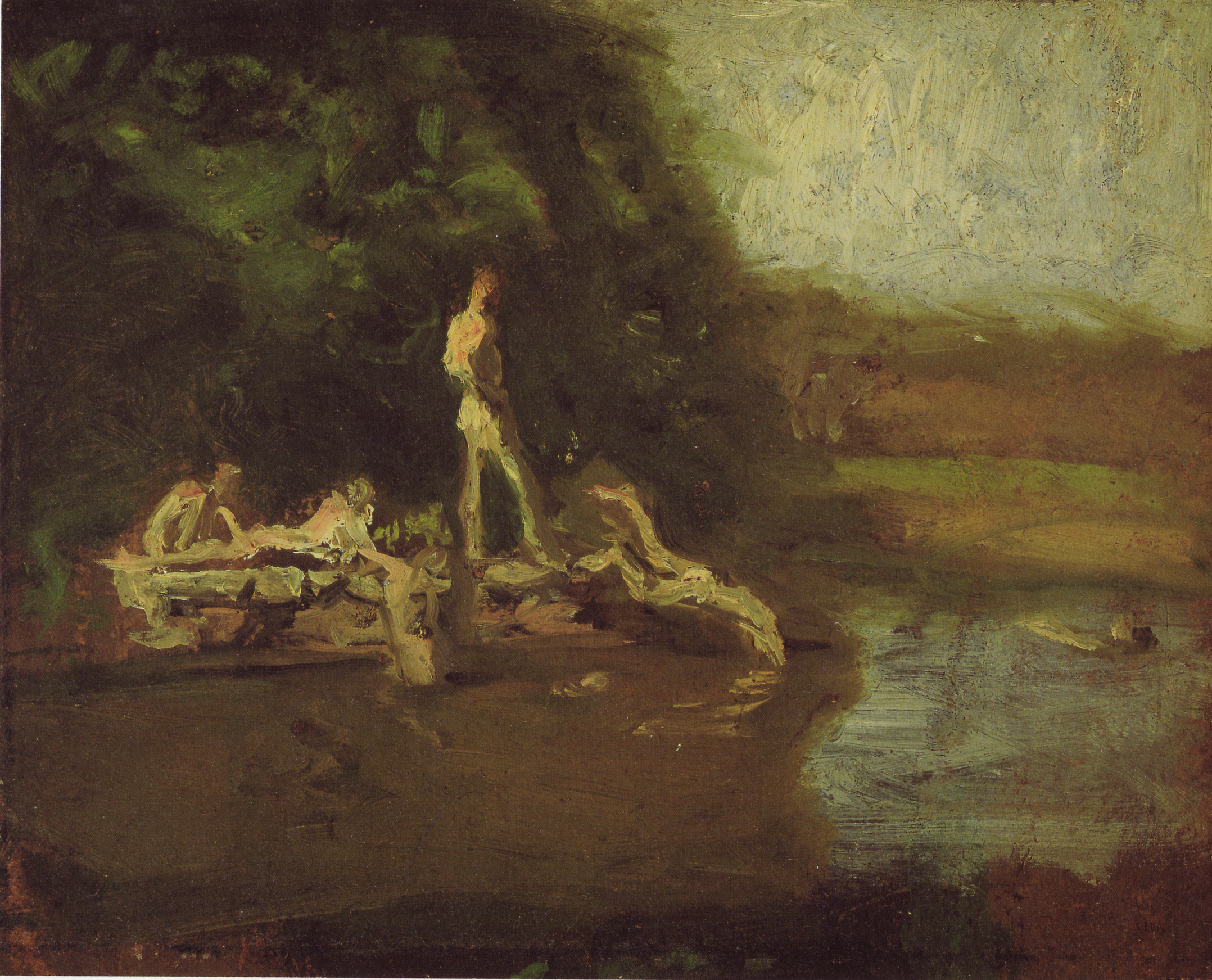
Thomas Eakins, 1884 Swimming Hole sketch.

Delacroix, Géricault, Manet y Degas también se caracterizaron por usar la técnica. Algunos bocetos al óleo de Degas son en essence una técnica en la que el aceite se ha retirado casi totalmente del pigmento, con lo que el artista pinta virtualmente con pintura pura. Seurat hizo muchos cuidadosos bocetos al óleo para sus obras mayores.
Con la explosión del Impresionismo, el Modernismo y las Vanguardias, la práctica de apuntes, bocetos y estudios preparatorios tendió a declinar. La mayor parte de los pintores abandonaron los acabados detallados en favor de una aproximación más espontánea y malerisch ("pictorial"), reduciendo la distinción entre un apunte detallado y una pintura terminada; lo que hace al público actual no apreciar ninguna diferencia en cuanto a la "perfección" entre un apunte de Rubens o Tiépolo y las obras de Francis Bacon, que de hecho llamó studies ("estudios") a muchas de sus más importantes obras de gran formato (Three Studies for Figures at the Base of a Crucifixion o Study after Velázquez's Portrait of Pope Innocent X).

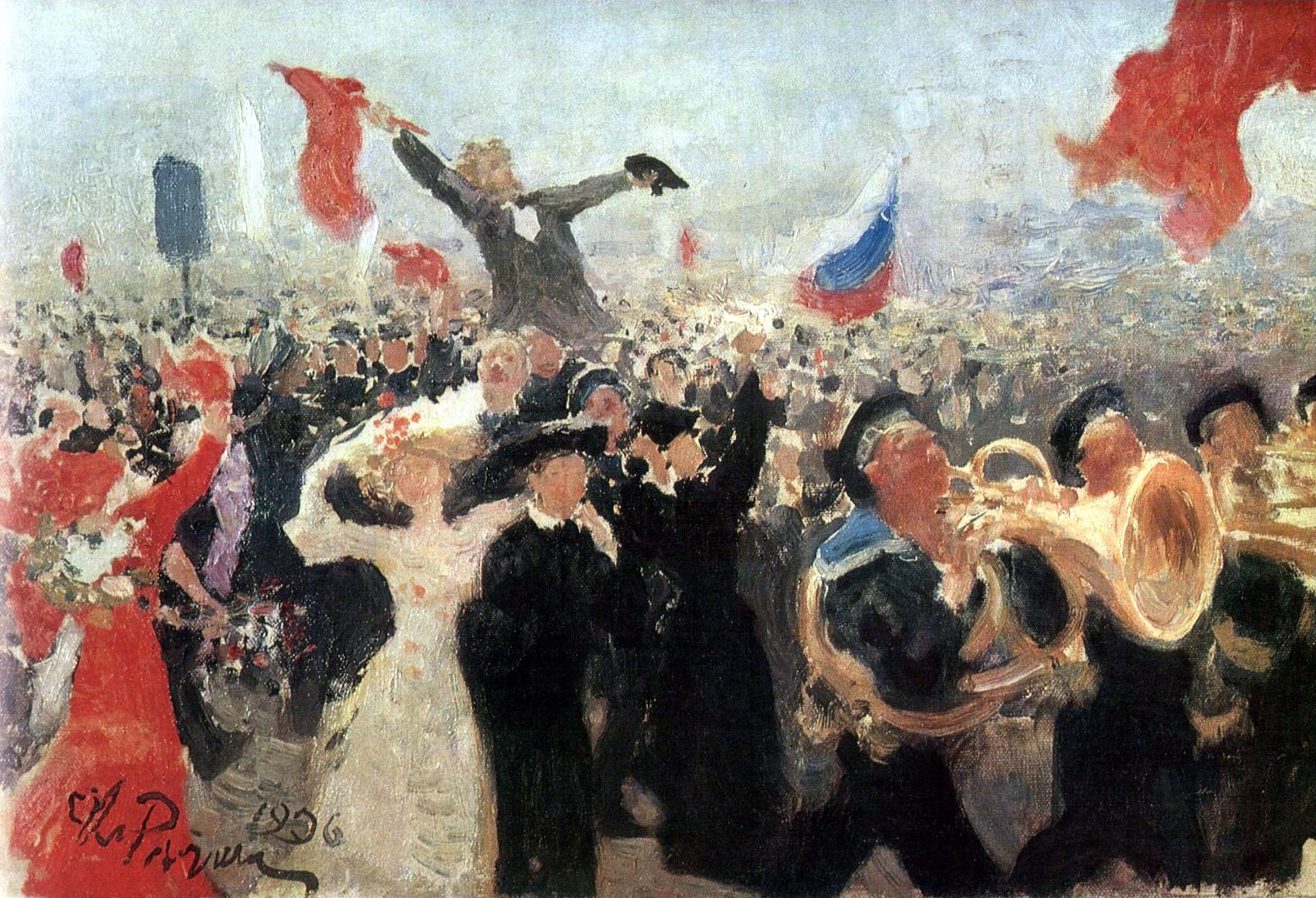
Boceto al óleo para Manifestación del 17 de octubre de 1905, de Ilya Repin, 1906.